# 盈江五桠果
盈江五桠果（学名：Dillenia parviflora）又名五柱五桠果，是五桠果科五桠果属的落叶大乔木，高可达30米，分布于缅甸、老挝、泰国以及中国云南等地区。

## 特征
盈江五桠果树皮灰色，呈薄片状脱落。小枝粗大，灰褐色，微被柔毛。嫩枝略呈红棕色。其叶片为倒卵形，先端急尖，基部楔形，幼嫩时两面密被柔毛，老时沿脉疏被柔毛。叶缘有浅波状齿，齿尖明显突出，末端直达齿尖。叶柄被柔毛，基部扩大，两侧有窄翅。
盈江五桠果的花先叶而出，单生于小枝上。花序的苞片有毛，早落，呈黄绿色，长圆形。萼片厚肉质，绿色，倒卵形至肾形，外侧的最大，背面疏被柔毛。花瓣呈金黄色，倒卵形，先端圆形，基部狭窄。雄蕊有2轮，外轮数目多，内轮数目少且较外轮长而粗，向外弯，花药比花丝短。心皮有7-8个，花柱线性，顶端外弯，胚珠每心皮多个。果实为圆球形，不开裂，宿存萼片肥厚，被柔毛。